# 塔爾冰原島峰
77°29′S 166°53′E / 77.483°S 166.883°E
塔爾冰原島峰（英語：Tarr Nunatak），是南極洲的冰原島峰，位於羅斯島的埃里伯斯火山西北坡，處於阿博特峰西南面2.2公里，海拔高度約1,700米，現時由南極條約體系管理。